# Brenda Benet
Brenda Benet, född som Brenda Ann Nelson den 14 augusti 1945 i Hollywood i Los Angeles i Kalifornien, död 7 april 1982 i Los Angeles, var en amerikansk skådespelare.
Benet är mest känd för att ha medverkat i långköraren Våra bästa år.
Hon gifte sig 1971 med skådespelaren Bill Bixby, och de fick sonen Christopher 1974. I slutet av 1979 skilde sig dock Benet och Bixby. Sonen Christopher dog i samband med en skidsemester i Kalifornien 1981. Brenda Benet sjönk då in i en djup depression. Den 7 april 1982 begick hon självmord i sin bostad i Los Angeles genom att avfyra en pistol i munnen. Hon dog omedelbart.